# Сан Николо ди Комелико
Сан Николо̀ ди Комѐлико (на италиански: San Nicolò di Comelico; на ладински: San Colò, Сан Коло) е село и община в Северна Италия, провинция Белуно, регион Венето. Разположено е на 1061 m надморска височина. Населението на общината е 398 души (към 2014 г.).